# ريتشارد ايدسون
ريتشارد ايدسون (بالإنجليزية: Richard Edson)‏ (و. 1954 – م) هو ممثل، وموسيقي، وممثل تلفزيوني من الولايات المتحدة الأمريكية . ولد في نيو روتشيلي، نيويورك .

## روابط خارجية
- ريتشارد ايدسون على موقع IMDb (الإنجليزية)
- ريتشارد ايدسون على موقع ألو سيني (الفرنسية)
- ريتشارد ايدسون على موقع ميوزك برينز (الإنجليزية)
- ريتشارد ايدسون على موقع أول موفي (الإنجليزية)
- ريتشارد ايدسون على موقع قاعدة بيانات الأفلام السويدية (السويدية)
- ريتشارد ايدسون على موقع إن إن دي بي (الإنجليزية)
- ريتشارد ايدسون على موقع ديسكوغز (الإنجليزية)
- ريتشارد ايدسون على موقع قاعدة بيانات الفيلم (الإنجليزية)
- ريتشارد ايدسون على موقع كينوبويسك (الروسية)